# Asura griseata
Asura griseata là một loài bướm đêm thuộc phân họ Arctiinae, họ Erebidae.